# RNews
RNews è il nome del telegiornale che va in onda sulla rete televisiva La EFFE dal 2013. Si tratta di uno spazio informativo che vede collaborare la rete televisiva con la testata giornalistica de la Repubblica e quindi del precedente canale Repubblica TV.

## Edizioni del telegiornale
RNews va in onda dal lunedì al venerdì in due edizioni, la prima alle 13:50 e la seconda alle 19:50; la durata è di 15 minuti.

## Impostazione
Il telegiornale è impostato in base alle notizie riportate sul portale web de la Repubblica: a partire da queste notizie vengono effettuate analisi, commenti e approfondimenti con l'ausilio dei giornalisti e degli inviati de La Repubblica. La seconda edizione consiste in un flusso di notizie commentate di volta in volta da diversi giornalisti come Vittorio Zucconi, Massimo Giannini, Concita De Gregorio, Federico Rampini e altri. Nella prima viene effettuata un'interazione con gli utenti attraverso Twitter per ampliare la conversazione su più fronti.

## Diffusione
Oltre alla diffusione televisiva su La EFFE, RNews viene proposta anche dopo la messa in onda sul portale de La Repubblica e sulle applicazioni interattive associate.